# Hiroto Yukie
Hiroto Yukie (雪江 悠人 Yukie Hiroto?), född 9 juni 1996 i Saitama prefektur, är en japansk fotbollsspelare.
Yukie började sin karriär 2019 i Fukushima United FC.